# Bìm biếc
Bìm biếc (danh pháp hai phần: Ipomoea nil) hay còn gọi là bìm lam, hắc sửu, bạch sửu, khiên ngưu, là một loài thực vật có hoa trong họ Bìm bìm. Loài này được (L.) Roth mô tả khoa học đầu tiên năm 1797.

## Hình ảnh

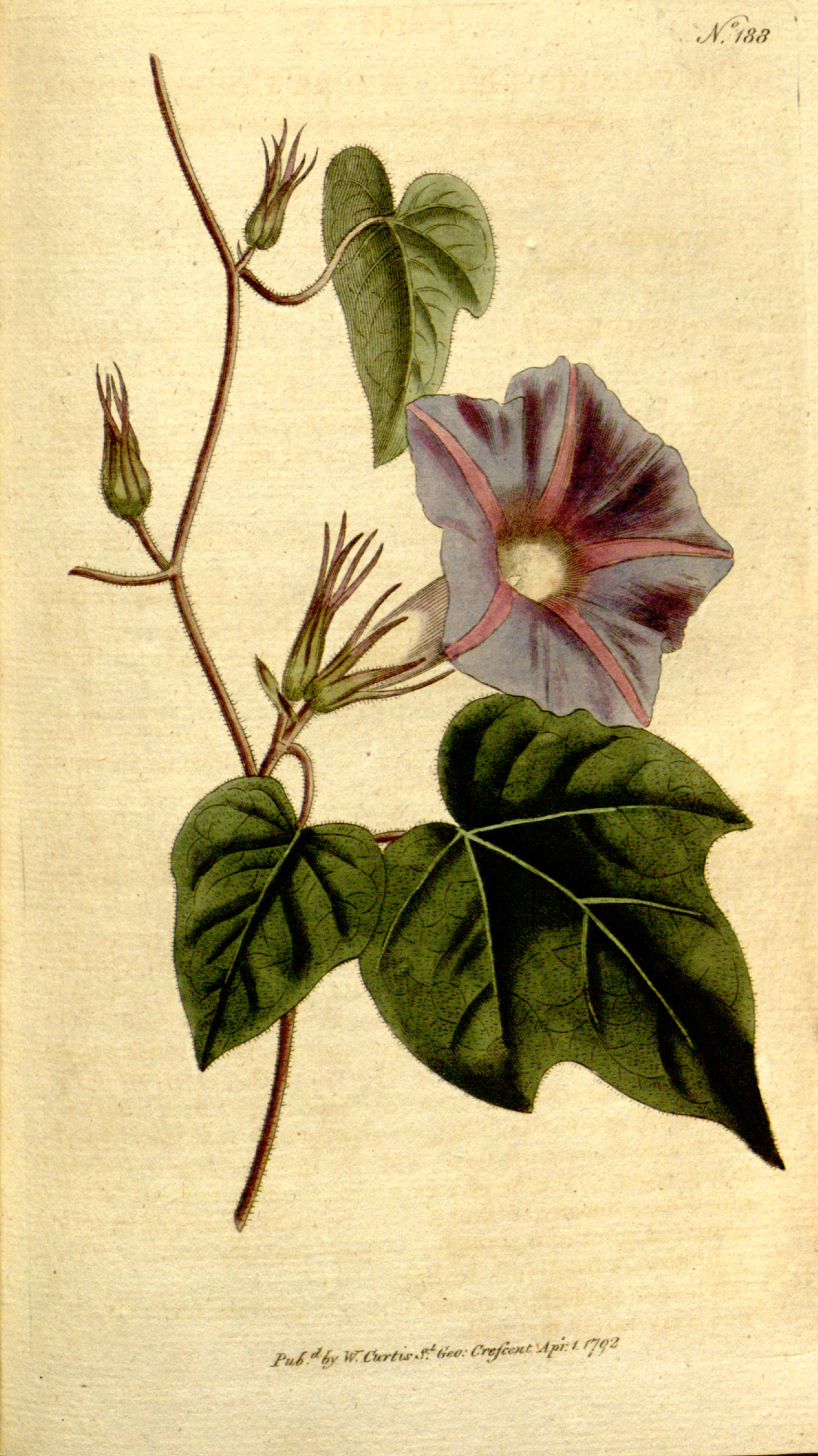
Hình minh họa trong tạp chí Botanical Magazine tập 6 năm 1793.
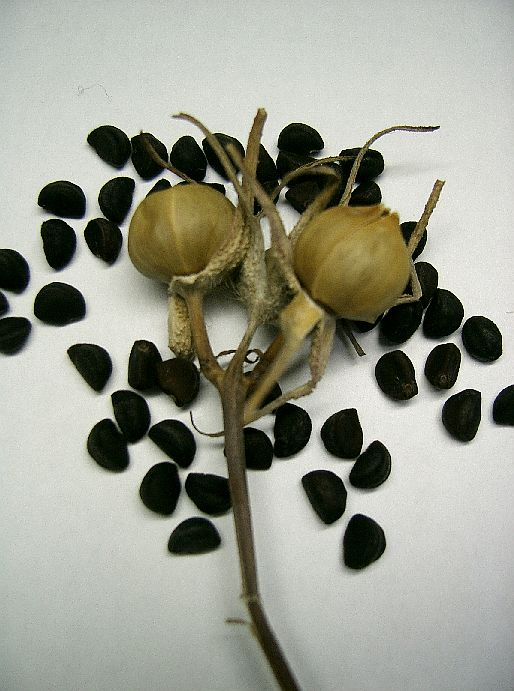
Hạt bìm biếc.
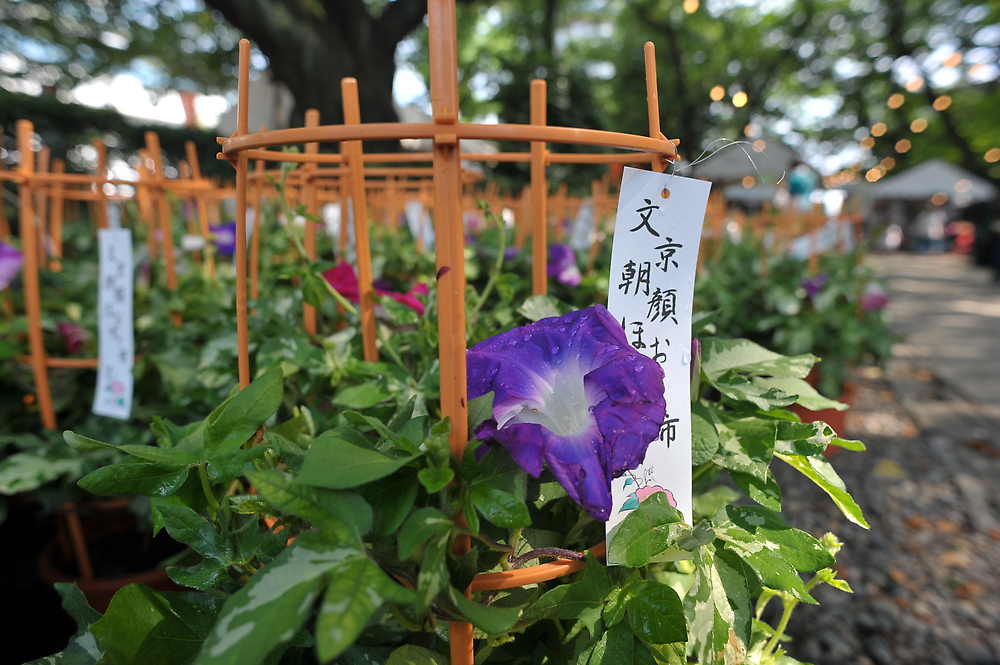
Lễ hội hoa triêu nhan (tên gọi của loài hoa này tại Nhật Bản) và thù lù (Physalis).
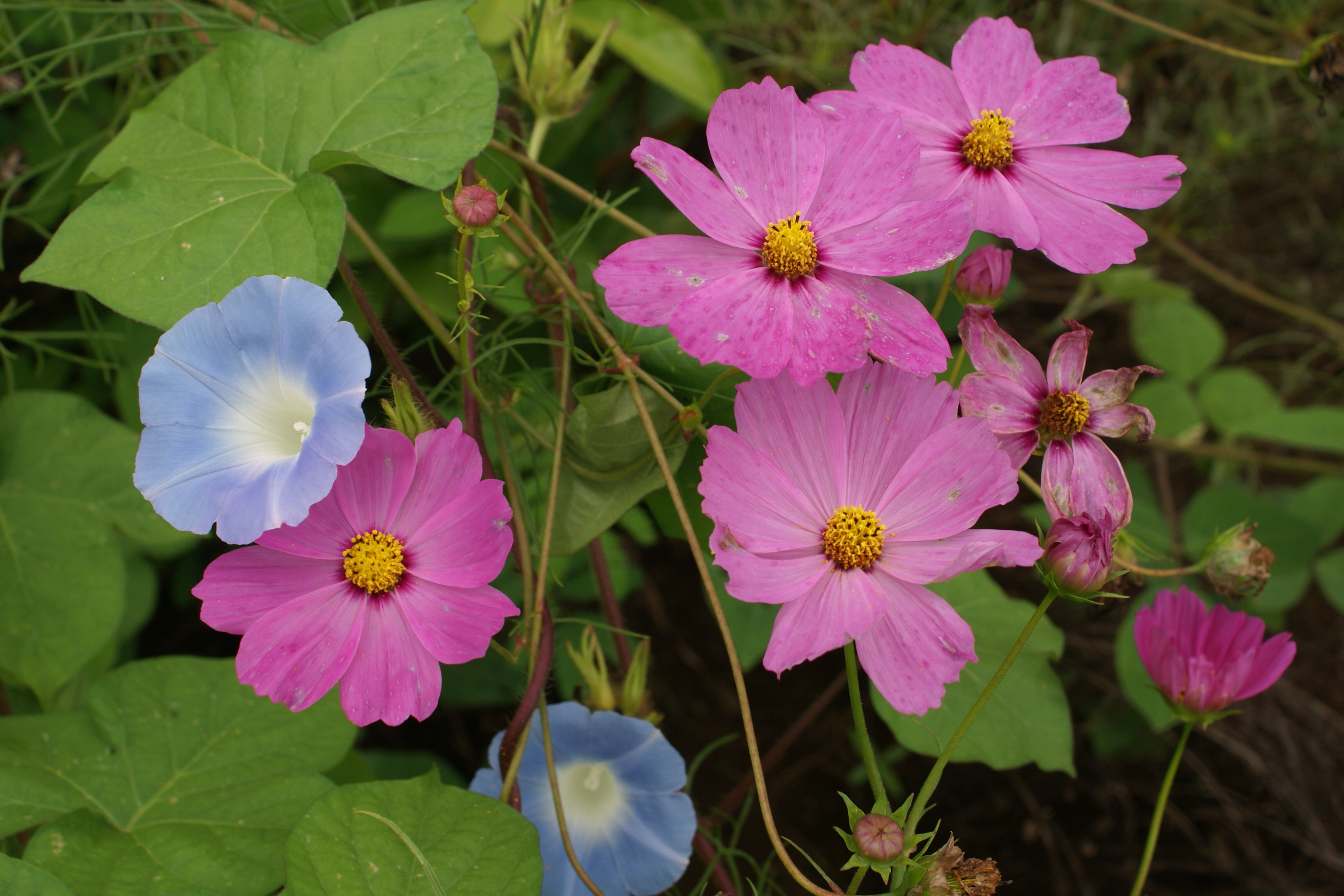
Hoa cúc ngũ sắc (Cosmos bipinnatus) và bìm biếc.